# Охо
Охо (яп. 応保 о:хо, о:хо:) — девиз правления (нэнго) японского императора Нидзё, использовавшийся с 1161 по 1163 год .

## Продолжительность
Начало и конец эры:
- 4-й день 9-й луны 2-го года Эйряку (по юлианскому календарю — 24 сентября 1161);
- 29-й день 3-й луны 3-го года Охо (по юлианскому календарю — 4 мая 1163).

## Происхождение
Название нэнго было заимствовано из классического древнекитайского сочинения Шу цзин:「已女惟小子、乃服惟弘王、応保殷民」.

## События
- 1161 год (2-я луна 1-го года Охо) — император посетил храм Касуга тайся и другие святыни, которые находились близ столицы[5];
- 31 июля 1162 года (18-й день 6-й луны 2-го года Охо) — скончался Фудзивара-но Тададзанэ[6];

## Сравнительная таблица
Ниже представлена таблица соответствия японского традиционного и европейского летосчисления. В скобках к номеру года японской эры указано название соответствующего года из 60-летнего цикла китайской системы гань-чжи. Японские месяцы традиционно названы лунами.
| 1-й год Охо (Металлическая Змея) | 1-я луна       | 2-я луна   | 3-я луна*              | 4-я луна  | 5-я луна* | 6-я луна  | 7-я луна* | 8-я луна*  | 9-я луна    | 10-я луна* | 11-я луна  | 12-я луна* |               |
| -------------------------------- | -------------- | ---------- | ---------------------- | --------- | --------- | --------- | --------- | ---------- | ----------- | ---------- | ---------- | ---------- | ------------- |
| Юлианский календарь              | 28 января 1161 | 27 февраля | 29 марта               | 27 апреля | 27 мая    | 25 июня   | 25 июля   | 23 августа | 21 сентября | 21 октября | 19 ноября  | 19 декабря |               |
| 2-й год Охо (Водяная Лошадь)     | 1-я луна       | 2-я луна   | 2-я луна* (високосная) | 3-я луна  | 4-я луна  | 5-я луна* | 6-я луна  | 7-я луна*  | 8-я луна*   | 9-я луна   | 10-я луна* | 11-я луна  | 12-я луна*    |
| Юлианский календарь              | 17 января 1162 | 16 февраля | 18 марта               | 16 апреля | 16 мая    | 15 июня   | 14 июля   | 13 августа | 11 сентября | 10 октября | 9 ноября   | 8 декабря  | 7 января 1163 |
| 3-й год Охо (Водяная Коза)       | 1-я луна       | 2-я луна   | 3-я луна*              | 4-я луна  | 5-я луна* | 6-я луна  | 7-я луна* | 8-я луна   | 9-я луна*   | 10-я луна  | 11-я луна* | 12-я луна  |               |
| Юлианский календарь              | 5 февраля 1163 | 7 марта    | 6 апреля               | 5 мая     | 4 июня    | 3 июля    | 2 августа | 31 августа | 30 сентября | 29 октября | 28 ноября  | 27 декабря |               |

* звёздочкой отмечены короткие месяцы (луны) продолжительностью 29 дней. Остальные месяцы длятся 30 дней.